# جوزيف ميلر (عداء سريع)
جوزيف ميلر (بالإنجليزية: Joseph Millar) هو عداء سريع نيوزيلندي، ولد في 24 سبتمبر 1992 في تاورانجا في نيوزيلندا.

## وصلات خارجية
- جوزيف ميلر على موقع الاتحاد الدولي لألعاب القوى (الإنجليزية)
- جوزيف ميلر على موقع اللجنة الأولمبية النيوزيلندية (الإنجليزية)